# Condado de Russell (Alabama)
O Condado de Russell é um dos 67 condados do estado norte-americano do Alabama. De acordo com o censo de 2022, sua população é de 58.555 habitantes. A sede do condado e sua maior cidade é Phenix City. O condado foi fundado em 1832 e recebeu o seu nome em homenagem a Gilbert C. Russell (1782-1861), que foi um militar durante a Guerra Creek.

## História
O condado foi estabelecido em 18 de dezembro de 1832, a partir de terras cedidas pelos creeks no Tratado de Cusseta. O condado passou por várias mudanças de sede: Girard (1833 – 1839); Crawford, originalmente Crockettsville (1839 – 1868); Seale (1868 – 1935); e Phenix City (1935 –).
Entre as décadas de 1940 e 1950, o condado e, em principal, sua sede, ganharam a reputação de terra sem lei, corrupta e um covil de imoralidades tal como o crime organizado, prostituição e apostas. A policia da cidade e os deputas do condado participavam da corrupção. Em 1954, o político local Albert Patterson ganhou a nomeação para a Procuradoria Geral do Alabama em um palanque pela abolição dos crimes e atos corruptos na cidade. Em 18 de junho de 1954, Patterson foi baleado e morto por um assassino desconhecido. O homicídio desencadeou uma série de eventos que levou o governador do estado Gordon Persons à declaração de lei marcial no condado e na cidade, em razão da anarquia do dia 22 de julho desse ano. Esta foi a única vez em que se declarou lei marcial em uma cidade americana por outras razões que não agitação civil ou desastre natural desde o período da reconstrução. A Guarda Nacional do Alabama foi chamada para assumir o controle da polícia e limpar a região das atividades ilegais. A lei marcial foi revogada em 17 de janeiro de 1955, com os civis reassumindo o controle do condado e de sua sede. Em 1974, o New York Times constatou o sucesso da campanha, tendo reduzido as taxas de crimes pelos vinte anos que se seguiram à data.

## Geografia
De acordo com o censo, sua área total é de 1680 km², destes sendo 1660 km² de terra e 20 km² de água.

### Condados adjacentes
- Condado de Lee, norte
- Condado de Muscogee (Geórgia), nordeste
- Condado de Chattahoochee (Geórgia), leste
- Condado de Stewart (Geórgia), sudeste
- Condado de Barbour, sul
- Condado de Bullock, sudoeste
- Condado de Macon, noroeste

### Área de proteção nacional
- Refúgio Nacional de Vida Selvagem de Eufaula (parte)

## Transportes

### Principais rodovias
- U.S. Highway 80
- U.S. Highway 280
- U.S. Highway 431
- State Route 26
- State Route 51
- State Route 165
- State Route 169
- State Route 208

## Demografia
De acordo com o censo de 2022:
- População total: 58.555
- Densidade: 35 hab/km²
- Residências: 27.680
- Famílias: 23.141
- Composição da população:
  - Brancos: 49,1%
  - Negros: 46,4%
  - Nativos americanos e do Alaska: 0,7%
  - Asiáticos: 0,8%
  - Nativos havaianos e outros ilhotas do Pacífico: 0,3%
  - Duas ou mais raças: 2,8%
  - Hispânicos ou latinos: 5,9%

## Comunidades

### Cidade
- Phenix City (sede; parcialmente no condado de Lee)

### Vila
- Hurtsboro

### Área censitária
- Ladonia

### Comunidades não-incorporadas
- Cottonton
- Crawford
- Fort Mitchell
- Glenville
- Hatchechubbee
- Holy Trinity
- Hooks
- Jernigan
- Pittsview
- Seale
- Uchee
- Wende

### Antiga cidade
- Girard (se fundiu com Phenix City em 1923)